# Volkswagen Scirocco

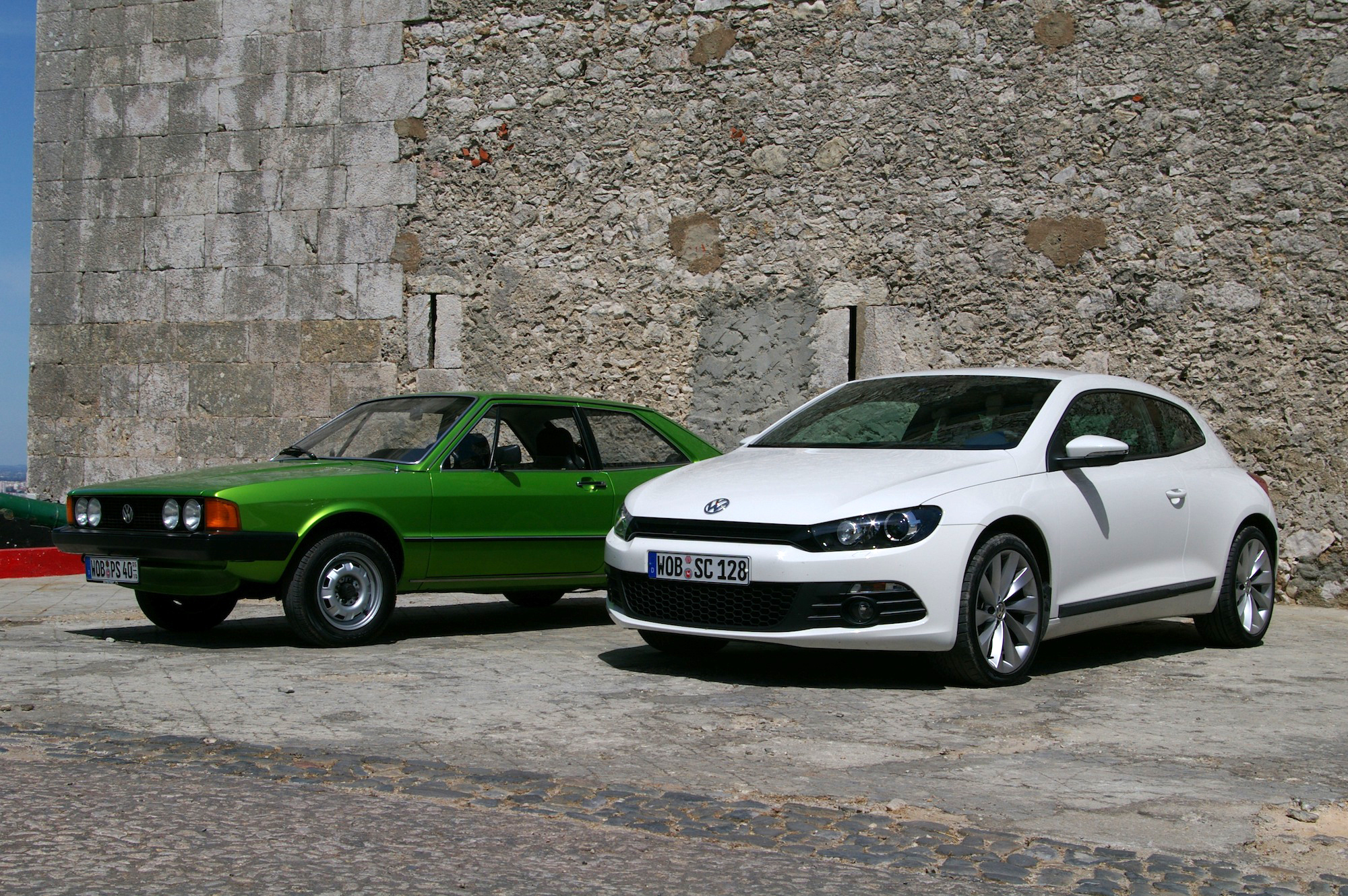
Volkswagen Scirocco uit 2008 (wit), daarachter een Scirocco uit 1974

De Volkswagen Scirocco is een sportcoupé van de Duitse autoproducent Volkswagen.

## Algemeen
Hoewel de auto in opdracht van Volkswagen ontworpen was, werd hij gebouwd bij Karmann te Osnabrück. Hij is vernoemd naar de Italiaanse sciroccowind.
De eerste generatie kwam in 1974 op de markt en werd in 1982 opgevolgd door de tweede generatie die tot 1992 leverbaar was. In 2008 werd wederom onder de naam Scirocco een nieuwe hatchback van Volkswagen gelanceerd.

## Eerste generatie
De eerste generatie verscheen in augustus 1974 en was ontworpen door de Italiaanse designer Giorgetto Giugiaro. De Scirocco I ging in Europa in 1974 in de verkoop en in Noord-Amerika in 1975.
De Scirocco I maakte gebruik van dezelfde bodemplaat als die van Volkswagen Golf I en Volkswagen Jetta, het Volkswagen A1-platform. De auto had voorwielaandrijving en was uitgerust met een viercilinder-motor met een cilinderinhoud variërend van 1,1 liter tot 1,6 liter (de GTi-versie).

### Types
Van de eerste generatie Scirocco zijn diverse types op de markt gekomen.
- GTi
- GT
- Storm (Verenigd Koninkrijk)
- GLI
- LS
- TS
- GL

### Motoren
Veel van de motoren werden ook gebruikt in de Golf I.
- 1,1 liter, 37 kW/50 pk
- 1,3 liter, 44 kW/60 pk
- 1,5 liter, 51 kW/70 pk
- 1,5 liter, 63 kW/85 pk
- 1,6 liter, 55 kW/75 pk (vanaf augustus 1975)
- 1,6 liter, 63 kW/85 pk (vanaf augustus 1975)
- 1,6 liter, 81 kW/110 pk (vanaf juli 1976)

### Technische gegevens van Scirocco I
| Technische data van VW Scirocco I 1974-1980                      | | | | | | | | |                                                                            |
| VW Scirocco:                                                     | 1,1/50 pk (1974/79) | 1,3/60 pk (1979/80) | 1,5/70 pk (1974/75) | 1,5/85 pk(1974/75) | 1,5/70 pk (1977/80) | 1,6/75 pk (1975/77) | 1,6/85 pk (1975/76) | 1,6/85 pk (1978/80) | GTI (1976/80)                                                              |
| Motor:                                                           | 4-cilinder-lijnmotor (viertakt)                                                                                                 | 4-cilinder-lijnmotor (viertakt)                                                                                                 | 4-cilinder-lijnmotor (viertakt)                                                                                                 | 4-cilinder-lijnmotor (viertakt)                                                                                                 | 4-cilinder-lijnmotor (viertakt)                                                                                                 | 4-cilinder-lijnmotor (viertakt)                                                                                                 | 4-cilinder-lijnmotor (viertakt)                                                                                                 | 4-cilinder-lijnmotor (viertakt)                                                                                                 | 4-cilinder-lijnmotor (viertakt)                                            |
| Inhoud:                                                          | 1093 cm³ | 1272 cm³ | 1471 cm³ | 1471 cm³ | 1457 cm³ | 1588 cm³ | 1588 cm³ | 1588 cm³ | 1588 cm³                                                                   |
| Boring × slag:                                                   | 69,5 × 72 mm | 75 × 72 mm | 76,5 × 80 mm | 76,5 × 80 mm | 79,5 × 73,4 mm | 79,5 × 80 mm | 79,5 × 80 mm | 79,5 × 80 mm | 79,5 × 80 mm                                                               |
| Vermogen bij tr/min:                                             | 37 kW (50 pk) bij 6000 | 44 kW (60 pk) bij 5600 | 51 kW (70 pk) bij 5800 | 63 kW (85 pk) bij 5800 | 51 kW (70 pk) bij 5600 | 55 kW (75 pk) bij 5600 | 63 kW (85 pk) bij 5600 | 63 kW (85 pk) bij 5600 | 81 kW (110 pk) bij 6100                                                    |
| Max. koppel bij tr/min:                                          | 77 Nm bij 3000 | 93 Nm bij 3400 | 112 Nm bij 3000 | 121 Nm bij 3200 | 108 Nm bij 2500 | 117 Nm bij 3200 | 122 Nm bij 3800 | 122 Nm bij 3800 | 137 Nm bij 5000                                                            |
| Brandstofvoorziening:                                            | 1 Valstroom-Carburateur Solex 85 pk-uitvoering: 1 tweetraps valstroom-carburateur Solex                                         | 1 Valstroom-Carburateur Solex 85 pk-uitvoering: 1 tweetraps valstroom-carburateur Solex                                         | 1 Valstroom-Carburateur Solex 85 pk-uitvoering: 1 tweetraps valstroom-carburateur Solex                                         | 1 Valstroom-Carburateur Solex 85 pk-uitvoering: 1 tweetraps valstroom-carburateur Solex                                         | 1 Valstroom-Carburateur Solex 85 pk-uitvoering: 1 tweetraps valstroom-carburateur Solex                                         | 1 Valstroom-Carburateur Solex 85 pk-uitvoering: 1 tweetraps valstroom-carburateur Solex                                         | 1 Valstroom-Carburateur Solex 85 pk-uitvoering: 1 tweetraps valstroom-carburateur Solex                                         | 1 Valstroom-Carburateur Solex 85 pk-uitvoering: 1 tweetraps valstroom-carburateur Solex                                         | Mechanische inspuiting (Bosch K-Jetronic)                                  |
| Nokkenas:                                                        | 1 stuks, door getande riem aangedreven. (OHC)                                                                                   | 1 stuks, door getande riem aangedreven. (OHC)                                                                                   | 1 stuks, door getande riem aangedreven. (OHC)                                                                                   | 1 stuks, door getande riem aangedreven. (OHC)                                                                                   | 1 stuks, door getande riem aangedreven. (OHC)                                                                                   | 1 stuks, door getande riem aangedreven. (OHC)                                                                                   | 1 stuks, door getande riem aangedreven. (OHC)                                                                                   | 1 stuks, door getande riem aangedreven. (OHC)                                                                                   | 1 stuks, door getande riem aangedreven. (OHC)                              |
| Koeling:                                                         | Water gekoeld | Water gekoeld | Water gekoeld | Water gekoeld | Water gekoeld | Water gekoeld | Water gekoeld | Water gekoeld | Water gekoeld                                                              |
| Aandrijving:                                                     | Tot 1978 4 versnellingen Vanaf 1978 5 versnellingen of: Automatische versnellingsbak met drie versnellingen Voorwielaandrijving | Tot 1978 4 versnellingen Vanaf 1978 5 versnellingen of: Automatische versnellingsbak met drie versnellingen Voorwielaandrijving | Tot 1978 4 versnellingen Vanaf 1978 5 versnellingen of: Automatische versnellingsbak met drie versnellingen Voorwielaandrijving | Tot 1978 4 versnellingen Vanaf 1978 5 versnellingen of: Automatische versnellingsbak met drie versnellingen Voorwielaandrijving | Tot 1978 4 versnellingen Vanaf 1978 5 versnellingen of: Automatische versnellingsbak met drie versnellingen Voorwielaandrijving | Tot 1978 4 versnellingen Vanaf 1978 5 versnellingen of: Automatische versnellingsbak met drie versnellingen Voorwielaandrijving | Tot 1978 4 versnellingen Vanaf 1978 5 versnellingen of: Automatische versnellingsbak met drie versnellingen Voorwielaandrijving | Tot 1978 4 versnellingen Vanaf 1978 5 versnellingen of: Automatische versnellingsbak met drie versnellingen Voorwielaandrijving | 4 versnellingen (vanaf 08/79: 5 versnellingen) Voorwielaandrijving         |
| Voorwielophanging:                                               | McPherson-Veerpoten, stabilisatorstang, schroefveren                                                                            | McPherson-Veerpoten, stabilisatorstang, schroefveren                                                                            | McPherson-Veerpoten, stabilisatorstang, schroefveren                                                                            | McPherson-Veerpoten, stabilisatorstang, schroefveren                                                                            | McPherson-Veerpoten, stabilisatorstang, schroefveren                                                                            | McPherson-Veerpoten, stabilisatorstang, schroefveren                                                                            | McPherson-Veerpoten, stabilisatorstang, schroefveren                                                                            | McPherson-Veerpoten, stabilisatorstang, schroefveren                                                                            | McPherson-Veerpoten, stabilisatorstang, schroefveren                       |
| Achterwielophanging:                                             | Torsieas, schroefveren | Torsieas, schroefveren | Torsieas, schroefveren | Torsieas, schroefveren | Torsieas, schroefveren | Torsieas, schroefveren | Torsieas, schroefveren | Torsieas, schroefveren | Torsieas, schroefveren                                                     |
| Remmen:                                                          | Schijfremmen voor (Ø 239 mm), trommelremmen achter, remkrachtbekrachtiging                                                      | Schijfremmen voor (Ø 239 mm), trommelremmen achter, remkrachtbekrachtiging                                                      | Schijfremmen voor (Ø 239 mm), trommelremmen achter, remkrachtbekrachtiging                                                      | Schijfremmen voor (Ø 239 mm), trommelremmen achter, remkrachtbekrachtiging                                                      | Schijfremmen voor (Ø 239 mm), trommelremmen achter, remkrachtbekrachtiging                                                      | Schijfremmen voor (Ø 239 mm), trommelremmen achter, remkrachtbekrachtiging                                                      | Schijfremmen voor (Ø 239 mm), trommelremmen achter, remkrachtbekrachtiging                                                      | Schijfremmen voor (Ø 239 mm), trommelremmen achter, remkrachtbekrachtiging                                                      | Schijfremmen voor (Ø 239 mm), trommelremmen achter, remkrachtbekrachtiging |
| Stuurinrichting:                                                 | Tandheugelinrichting | Tandheugelinrichting | Tandheugelinrichting | Tandheugelinrichting | Tandheugelinrichting | Tandheugelinrichting | Tandheugelinrichting | Tandheugelinrichting | Tandheugelinrichting                                                       |
| Carrosserie:                                                     | Staal, zelfdragend | Staal, zelfdragend | Staal, zelfdragend | Staal, zelfdragend | Staal, zelfdragend | Staal, zelfdragend | Staal, zelfdragend | Staal, zelfdragend | Staal, zelfdragend                                                         |
| Spoorbreedte voor/achter:                                        | 1390/1358 mm | 1390/1358 mm | 1390/1358 mm | 1390/1358 mm | 1390/1358 mm | 1390/1358 mm | 1390/1358 mm | 1390/1358 mm | 1404/1372 mm                                                               |
| Wielbasis:                                                       | 2400 mm | 2400 mm | 2400 mm | 2400 mm | 2400 mm | 2400 mm | 2400 mm | 2400 mm | 2400 mm                                                                    |
| Lengte:                                                          | 3885 mm) | 3885 mm) | 3885 mm) | 3885 mm) | 3885 mm) | 3885 mm) | 3885 mm) | 3885 mm) | 3885 mm)                                                                   |
| Gewicht:                                                         | 805–855 kg | 805–855 kg | 805–855 kg | 805–855 kg | 805–855 kg | 805–855 kg | 805–855 kg | 805–855 kg | 805–855 kg                                                                 |
| Topsnelheid:                                                     | 144 km/h | 154 km/h | 162–166 km/h | 172–176 km/h | 157–162 km/h | 162–166 km/h | 167–172 km/h | 172 km/h | 186 km/h                                                                   |
| Acceleratie 0–100 km/h:                                          | 18 s | 14 s | 11,5–13 s | 11–12,5 s | 13–15 s | 12–13,5 s | 11,5–13 s | 11,5 s | 10 s                                                                       |
| Verbruik (liter/100 kilometer (N is normale, S is superbenzine): | 9,5 N | 10,0 N | 10,0–10,5 N | 9,5–10,0 S | 10,5-11,0 S | 10,5–11,0 N | 10,5–11,0 N | 10,5 N | 10,5 S                                                                     |

## Tweede generatie
In 1981 werd de Scirocco II gepresenteerd; net als de MK1 een ontwerp van Giugiaro (ItalDesign), dat in 1976 al werd getoond op de Turin Autoshow. Ook dit model maakte gebruik van de Golf I-bodemplaat. Met het nieuwe model kwamen tevens meer motorvarianten beschikbaar.
Aan het einde van de jaren tachtig werd van de Scirocco nog een sportieve coupé gevoerd door Volkswagen, de Corrado. De Corrado was door zijn prijs hoger gepositioneerd en was geen directe opvolger van de Scirocco. In Duitsland bleef de Scirocco tot 1992 leverbaar.

### Types
Veel van de types die ook bij de eerste generatie nog gebruikt werden kwamen terug. Aan het einde werd het aantal types echter gereduceerd tot twee.
- GTi
- GTX
- GT
- GT 16v
- GTX 16v (Sportieve topmodel van de Scirocco II, alleen geleverd met de PL of KR motor)
- GL
- Scala
- Storm (alleen voor het Verenigd Koninkrijk)
- White Cat
- Tropic GTS
- GT2
- GTS

### Onderhoud
De Scirocco II is algemeen vrij onderhoudsvriendelijk. Voor het overige is er weinig tot geen kans op erge roestvorming behalve rond de wielkasten. Een bekende plek voor roestvorming is de wielkast rechtsachter bij de bevestiging van de vulhals van de brandstoftank. Doordat veel van de techniek gelijk is aan die in de Golf, zijn de onderdelen makkelijk en vaak via de Volkswagen-dealer verkrijgbaar. Plaatwerk is lastiger te verkrijgen.

### Motoren
De motoren van de tweede generatie Scirocco waren grotendeels gelijk aan die van de Golf II.
- KR, 1,8 liter, 16v, injectie, 139 pk/102 kW (zonder katalysator)
- PL, 1,8 liter, 16v, injectie, 129 pk/95 kW (met katalysator)
- JH, 1,8 liter, 8v, injectie, 94 pk/70 kW (met katalysator)
- DX, 1,8 liter, 8v, injectie, 112 pk/82 kW (zonder katalysator)
- EX, 1,8 liter, 8v, carburateur, 90 pk/66 kW (zonder katalysator)

### Prototypes en testvoertuigen
Van de Volkswagen Scirocco II zijn een aantal prototypes en testvoertuigen gemaakt.

#### Scirocco Turbo
De auto was voorzien van een 1,7 liter turbo motor. De auto produceerde 180pk en had een top van 223 kilometer per uur. Nadeel was echter het verbruik van 1 liter op 7,2 kilometer. De ontwikkeling van de Scirocco Turbo werd stopgezet ten faveure van de 16v en G-Lader motoren.

#### Scirocco Bi-motor
In 1981 werd een Scirocco II met twee motoren ontwikkeld. Deze was bedoeld als testvoertuig voor vierwielaandrijving (Syncro). De auto had twee 1,8 liter motoren met ieder 180 pk. De top van de auto lag op 320 kilometer per uur. In 1984 werd een tweede Bi-Motor testmodel gepresenteerd met twee voorserie 1,8 liter 16v motoren. Nu was het vermogen 282 pk en een top van 245. Hierna werd de Syncro-ontwikkeling voortgezet in de Volkswagen Golf.

## Derde generatie

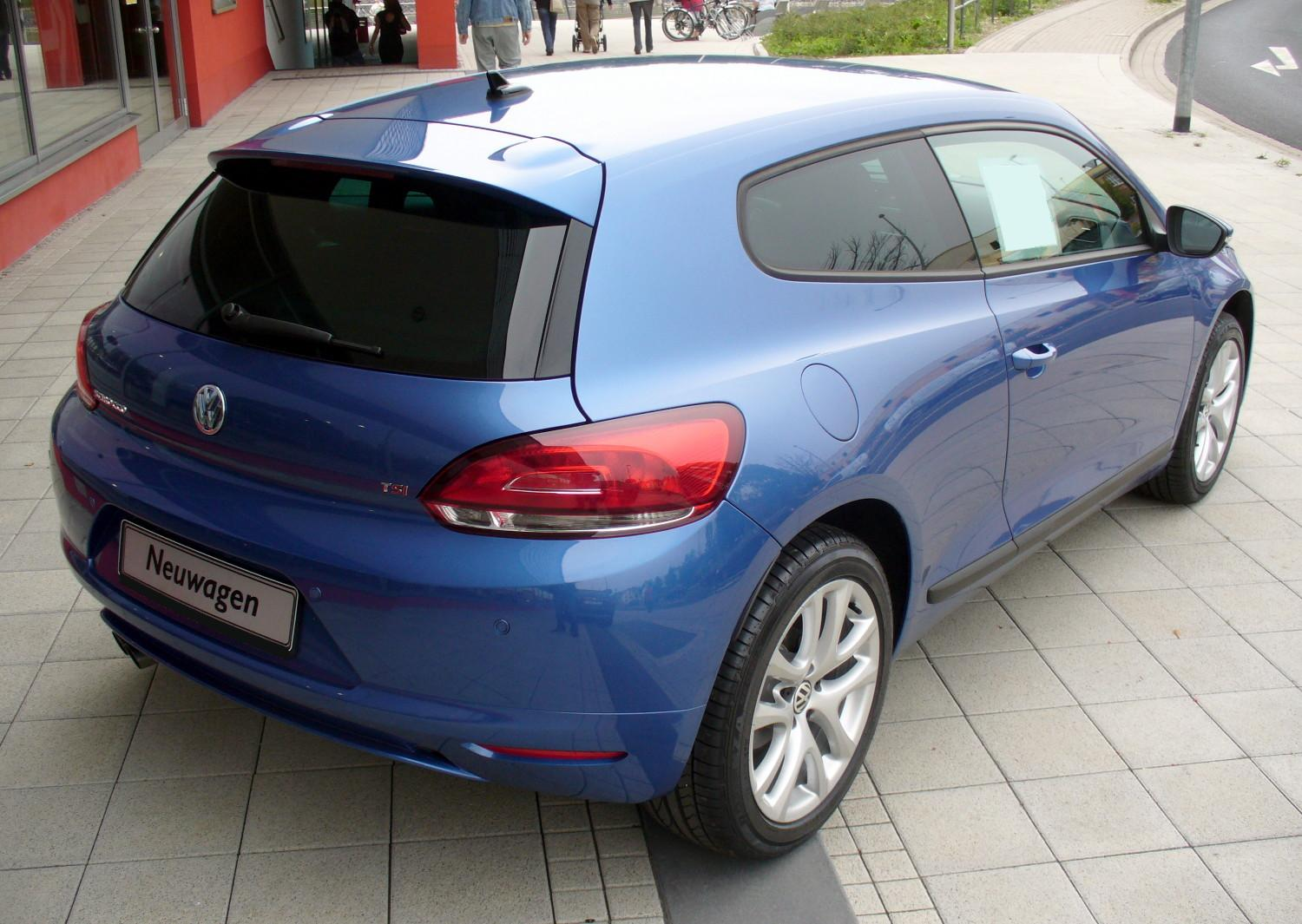
De Volkswagen Scirocco III

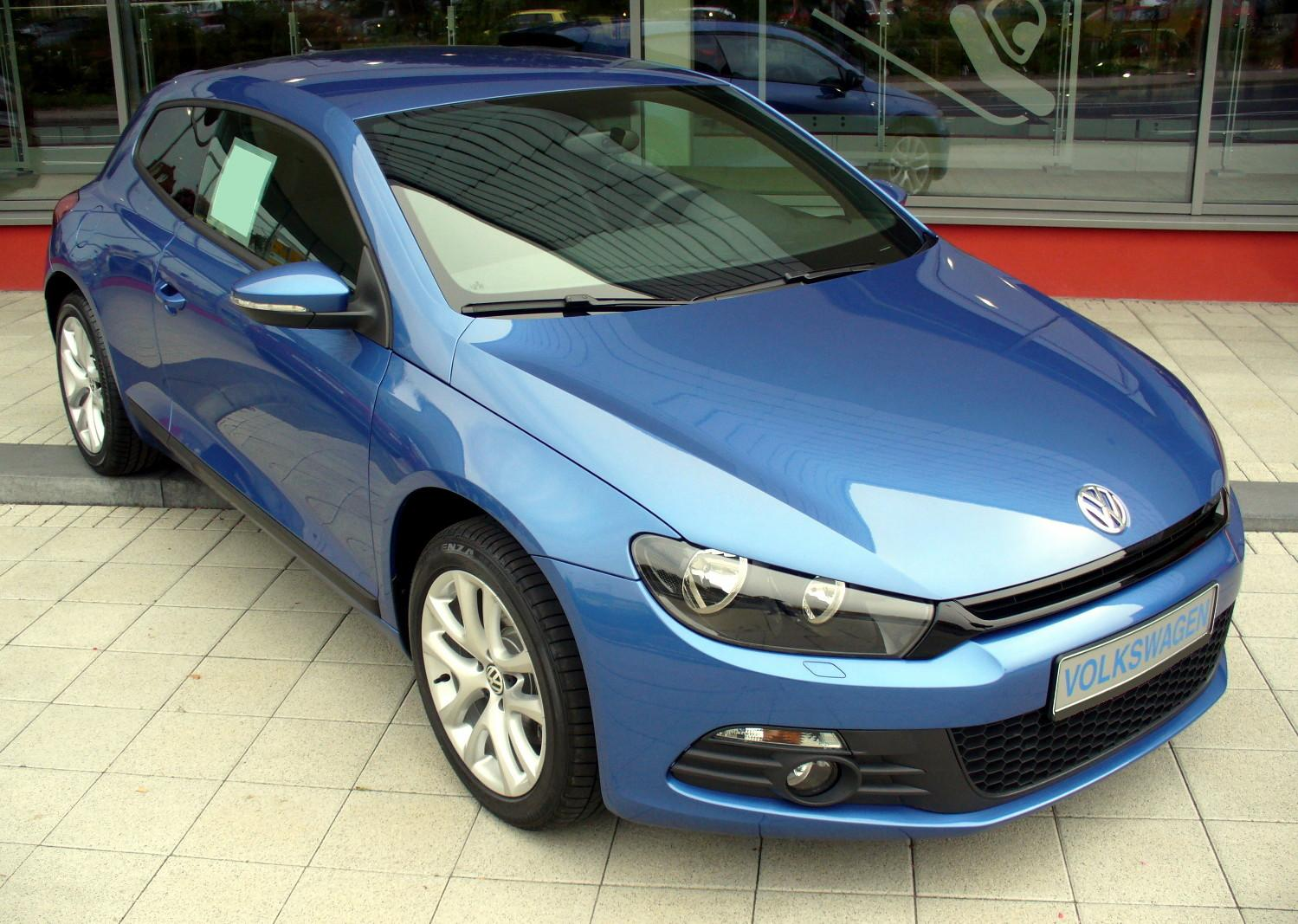
De Volkswagen Scirocco III

In juni 2006 werd de nieuwe Scirocco-conceptauto aangekondigd op de autosalon in Parijs onder de naam "Iroc", de middelste letters uit de originele naam Scirocco. In 2008 ging de auto in productie bij Volkswagen Autoeuropa in Portugal, naast de Eos, Sharan en SEAT Alhambra uit dezelfde fabriek. De verwachting was dat per jaar ongeveer 100.000 exemplaren van de band zouden rollen.
In het introductiejaar 2008 zijn in Nederland 52 Scirocco's op kenteken gezet. In het eerste volledige jaar waarin de auto te verkrijgen was, namelijk in 2009, zijn dit 811 exemplaren. Al in 2009 veranderde Volkswagen het motorenaanbod vanwege een lagere CO2-uitstoot, namelijk de 1.4 TSI motor met 122 pk. Deze had oorspronkelijk 149 g/km en bij de BlueMotion Technology is dit 139 g/km. De 2.0 TSI had 200 pk en kreeg er 10 pk bij.
De Scirocco III maakte gebruik van het Volkswagen A5-platform en was beschikbaar met 1,4-liter TSI-motoren van 122 of 160 pk, of een 2,0-liter TSI turbomotor van 210 pk. De 1.4 TSI met 122 pk maakte gebruik van een turbo terwijl de 160 pk uitvoering de beschikking had over een turbo en een compressor. Het topmodel, de Scirocco R, had een 2.0 TSI met 265 pk. Dit is dezelfde motor als in de Golf R, maar dan met 5 pk minder. De Scirocco was leverbaar met een handgeschakelde zesversnellingsbak of de DSG-versnellingsbak. De DSG beschikte in de 2.0 TSI, 2.0 TSI R, 2.0 TDI 140 pk en 2.0 TDI 170 pk over zes versnellingen, terwijl de 1.4 DSG zeven versnellingen had.
Nieuwe versies van de Scirocco worden sinds eind 2012 niet meer geleverd in Nederland. In 2017 werd de productie van de Scirocco III gestaakt.

### Motoren
Benzine
| Type                          | Motor     | Motor     | Motor   | Vermogen | Koppel | Aandrijving | Jaartal                  |
| Type                          | Inhoud    | Cilinders | Kleppen | Vermogen | Koppel | Aandrijving | Jaartal                  |
| ----------------------------- | --------- | --------- | ------- | -------- | ------ | ----------- | ------------------------ |
| 1.4 TSI                       | 1.390 cm³ | 4-in-lijn | 16V     | 122 pk   | 200 Nm | voor        | 2008 - 2009              |
| 1.4 TSI BlueMotion Technology | 1.390 cm³ | 4-in-lijn | 16V     | 122 pk   | 210 Nm | voor        | 2009 - 2014 in Nederland |
| 1.4 TSI                       | 1.390 cm³ | 4-in-lijn | 16V     | 160 pk   | 240 Nm | voor        | 2008 - 2014 in Nederland |
| 2.0 TSI                       | 1.984 cm³ | 4-in-lijn | 16V     | 200 pk   | 280 Nm | voor        | 2008 - 2009              |
| 2.0 TSI                       | 1.984 cm³ | 4-in-lijn | 16V     | 210 pk   | 280 Nm | voor        | 2009 - 2014 in Nederland |
| 2.0 TSI R                     | 1.984 cm³ | 4-in-lijn | 16V     | 265 pk   | 350 Nm | voor        | 2009 - 2014 in Nederland |

Diesel
| Type                   | Motor     | Motor     | Motor   | Vermogen | Koppel | Aandrijving | Jaartal     |
| Type                   | Inhoud    | Cilinders | Kleppen | Vermogen | Koppel | Aandrijving | Jaartal     |
| ---------------------- | --------- | --------- | ------- | -------- | ------ | ----------- | ----------- |
| 2.0 TDI met roetfilter | 1.968 cm³ | 4-in-lijn | 16V     | 136 pk   | 320 Nm | voor        | 2011 - 2017 |
| 2.0 TDI met roetfilter | 1.968 cm³ | 4-in-lijn | 16V     | 140 pk   | 320 Nm | voor        | 2008 - 2017 |
| 2.0 TDI met roetfilter | 1.968 cm³ | 4-in-lijn | 16V     | 170 pk   | 350 Nm | voor        | 2008 - 2017 |